# Heinrich Gottfried Reichard
Heinrich Gottfried Reichard (* 22. Juni 1742 in Schleiz; † 22. Mai 1801 in Grimma) war ein deutscher Lehrer, Philologe, Kantor und Komponist.

## Leben
Heinrich Gottfried Reichard war der Sohn des Stadt- und Landrichters, Rats- und Amtmannes und Schleizer Hofkapellmeisters Johann Georg Reichard (1710–1782) sowie der Christine Friederike geb. Koch aus Schleiz. Er besuchte die Schule in Schleiz und studierte seit 1761 Theologie und Philologie an der Leipziger Universität. Sein Lehrer in Latein war hier Johann August Ernesti. Im Jahr 1765 erreichte er an der Philosophischen Fakultät den Abschluss eines Magisters, 1766 habilitierte er sich über das Thema De arte bene scribendi origine et fatis usque ad A.C. 1453.
Im Jahr 1769 wurde Reichard zum Kantor und Quartus an die Grimmaer Fürstenschule berufen, 1782 wurde er hier zum Tertius ernannt. 1789 erlangte er das Amt des Konrektors.
Reichard wurde durch verschiedene Schriften und vor allem auch seine Tätigkeit als Übersetzer aus dem und ins Lateinischen bekannt. Unter anderem übertrug er die Geschichte des siebenjährigen Krieges in Deutschland von Johann Wilhelm von Archenholz ins Lateinische, wofür er von Herzog Ferdinand von Braunschweig mit einer goldenen Gedenkmedaille ausgezeichnet wurde.
Reichard war seit 1771 mit Friederike Wilhelmine geb. Thallwitz verheiratet und hatte einen Sohn Karl Gottfried (1779–1844).

## Werke
- De artis bene scribendi origine et fatis usque ad A. C. 1453, Habil. Leipzig 1766;
- Philanthropos, sive de institutione puerili dialogus, in quo nova lingvarum tradendarum ratio, nuperime commenditur expenditur, 1777
- Historia belli septennis in germania ab a. 1756-a. 1763 gesti, Baruthi 1792.

## Kompositionen
- Herr du bist unsre Zuflucht für und für – Psalm 90 (Digitalisat)
- Siehe, dem Engel dienen, Kantate

## Nachlass
Ein Teilnachlass von Heinrich Gottfried Reichard im Umfang von ca. 90 Katalognummern wird in der Musikabteilung der Sächsischen Landesbibliothek – Staats- und Universitätsbibliothek Dresden aufbewahrt (Signatur: Mus.3602-…).